# Gleditsia aquatica
Gleditsia aquatica, la robinia de agua, es una especie de árbol perenne de la familia Fabaceae, originaria del sureste de los Estados Unidos. Las tres especies de Gleditsia aquatica se llaman vulgarmente, en inglés, water locust, por su hábitat de vivir en pantanos fluviales y en riberas cenagosas.

## Descripción
Gleditsia aquatica crece como un árbol que crece hasta una altura de 15 a 20 metros con un diámetro de tronco de 0,6 a 0,9 metros. Su mayor altura la alcanza en el valle inferior del río Misisipi. El tallo suele ser corto. La corteza es delgada, sólida y salpicada de pequeños crecimientos, de corcho; de vez en cuando la corteza puede ser escamosa. Las hojas son una vez a pares dos veces pinnadas y tienen una "posición de noche". La leguminosa de Gleditsia aquatica está en contraste con las otras especies de Gleditsia, sólo es alrededor de 10 cm de largo y contiene uno o dos semillas sin carne.

## Taxonomía
Gleditsia aquatica fue descrita por Humphrey Marshall y publicado en Arbustrum Americanum 54. 1785.
Sinonimia
- Asacara aquatica (Marshall) Raf.
- Caesalpiniodes monospermum (Walter) Kuntze
- Gleditsia caroliniensis Lam.
- Gleditsia inermis Crantz
- Gleditsia inermis Mill.
- Gleditsia monosperma Walter
- Gleditsia triacantha Gaertn.
- Gleditsia triacanthos var. aquatica (Marshall) Castigl.
- Gleditsia triacanthos var. monosperma Aiton[3]